# René Jørgensen
René Jørgensen (Herning, 26 de juliol de 1975) va ser un ciclista danès professional des del 1998 fins al 2012.

## Palmarès
- 2000
  - 1r al DCR-Tour
- 2009
  - 1r al Gran Premi Herning

### Resultats al Giro d'Itàlia
- 2003. 92è de la Classificació general